# Боале о Мон
Боале о Мон (фр. Boisleux-au-Mont) насеље је и општина у североисточној Француској у региону Север-Па д Кале, у департману Па де Кале која припада префектури Арас.
По подацима из 2011. године у општини је живело 498 становника, а густина насељености је износила 106,87 становника/km². Општина се простире на површини од 4,66 km². Налази се на средњој надморској висини од 88 метара (максималној 108 m, а минималној 73 m).

## Демографија
| 1962. | 1968. | 1975. | 1982. | 1990. | 1999. | 2011. |
| ----- | ----- | ----- | ----- | ----- | ----- | ----- |
| 381   | 395   | 361   | 409   | 449   | 407   | 498   |

График промене броја становника у току последњих година